# Мулги (волость)
Му́лги (эст. Mulgi vald) — волость в Эстонии, в уезде Вильяндимаа.

## Географические данные
Расположена на юго-западе Эстонии, на возвышенности Сакала. Самые большие реки волости — Кыпу и Ыхне; самое большое природное озеро, полностью расположенное на территории волости — озеро Ыйсу (площадь около 191 га). Полностью или частично на территории волости расположены 10 заповедников, 6 природных парков и 5 охраняемых парков.
На юге волость граничит с Латвией, на западе — с волостью Саарде, на северо-западе — с волостью Пыхья-Сакала; на севере, северо-востоке и востоке — с волостью Вильянди, на юго-востоке — волостью Тырва. Главное шоссе, проходящее через волость, — Валга—Уулу.
Площадь волости — 880,73 км². Плотность населения в 2019 году составила 8,4 чел/км². Административный центр — город Абья-Палуоя.

## Население
На территориях, составлявших новообразованное самоуправление, по состоянию на 1 января 2017 года суммарная численность населения составляла 7626 человек. В городе Мыйзакюла проживали 762 человека, в волостях: Абья — 2125, Халлисте — 1451, Каркси — 3288 человек.
По данным регистра народонаселения по состоянию на 1 января 2020 года в волости было зарегистрировано 7492 жителя, из них 3781 (50,5 %) — мужчины и 3711 (49,5 %) — женщины. Средний возраст жителей волости составил 45,7 лет (48,7 лет у женщин и 42,7 года у мужчин).

## История
Образована в результате административно-территориальной реформы 2017 года постановлением № 37 Правительства Эстонии от 31 января 2017 года путём объединения территорий городского самоуправления Мыйзакюла и трёх волостей: Абья, Халлисте и Каркси. Изменения в административно-территориальном устройстве, согласно постановлению, должны были вступить в силу со дня объявления результатов выборов в волостное собрание нового самоуправления.
15 октября 2017 года в Эстонии состоялись выборы в органы местной власти. Решение об образовании волости Мулги вступило в силу 24 октября 2017 года. Город Мыйзакюла, утративший статус самоуправления, и волости Абья, Халлисте и Каркси изъяты из «Перечня административных единиц на территории Эстонии».

## Населённые пункты
На территории волости расположены 63 населённых пункта:
- 3 города: Абья-Палуоя, Каркси-Нуйа, Мыйзакюла;
- 2 посёлка: Халлисте, Ыйзу;
- 58 деревень: Абья-Ванамыйза, Абьяку, Айнья, Алласте, Атика, Вабаматси, Вана-Каристе, Веэликсе, Вескимяе, Хыбемяе, Хирмукюла, Эресте, Эрикюла, Каарли, Калвре, Камара, Каркси, Кывакюла, Кулла, Лаатре, Лазари, Леэли, Лилли, Мару, Метсакюла, Мыынасте, Морна, Мулги, Мури, Мяэкюла, Найстевалла, Нигули, Оти, Пенуя, Пеэгле, Пылде, Полли, Порнузе, Пяйгисте, Пяйдре, Пярси, Раамату, Рая, Римму, Ряэгу, Саате, Саксакюла, Саммасте, Сарья, Судисте, Сууга, Тилла, Тоози, Тухалаане, Умбсоо, Универе, Ууэ-Каристе, Юлемыйза.

## Статистика

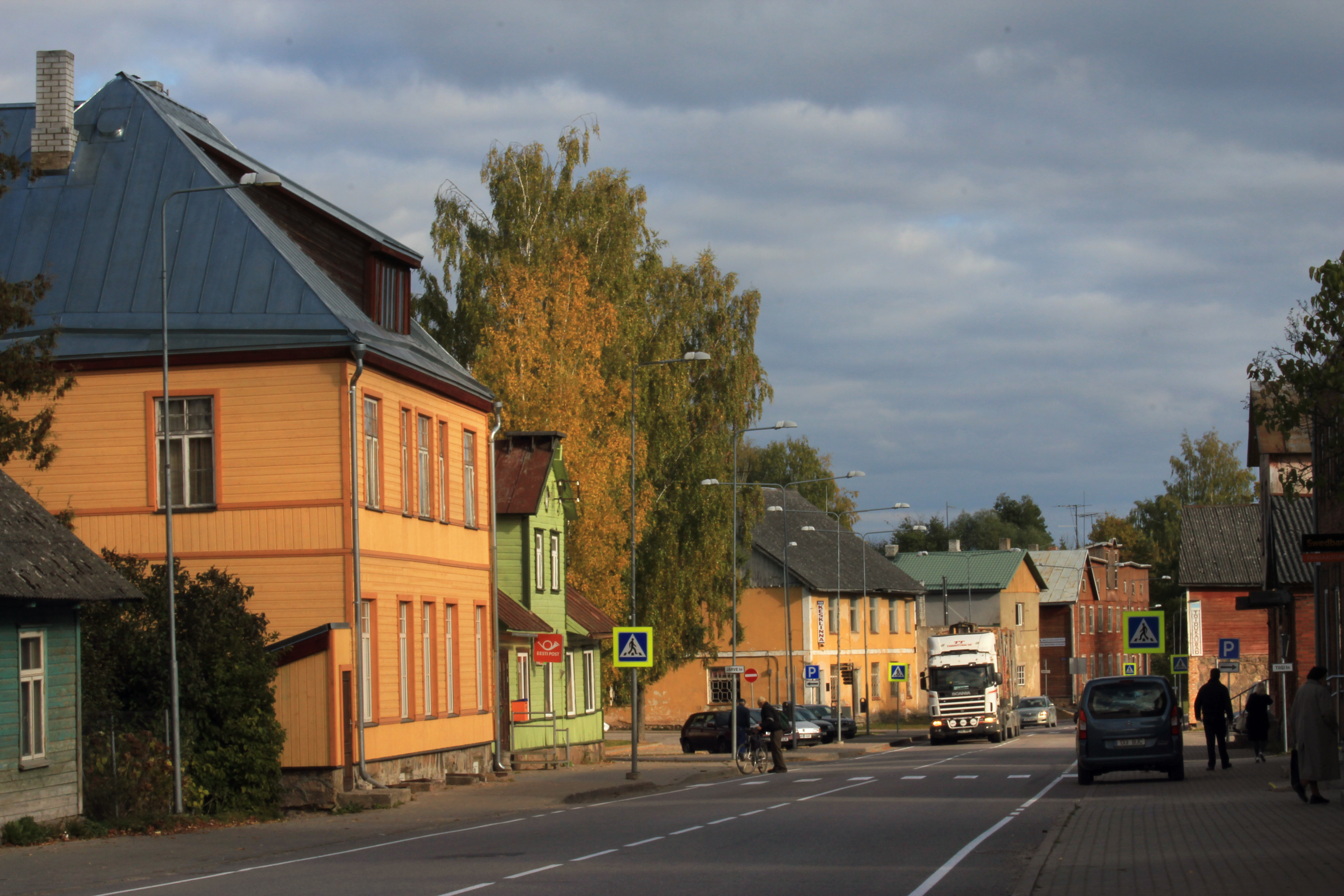
Город Абья-Палуоя

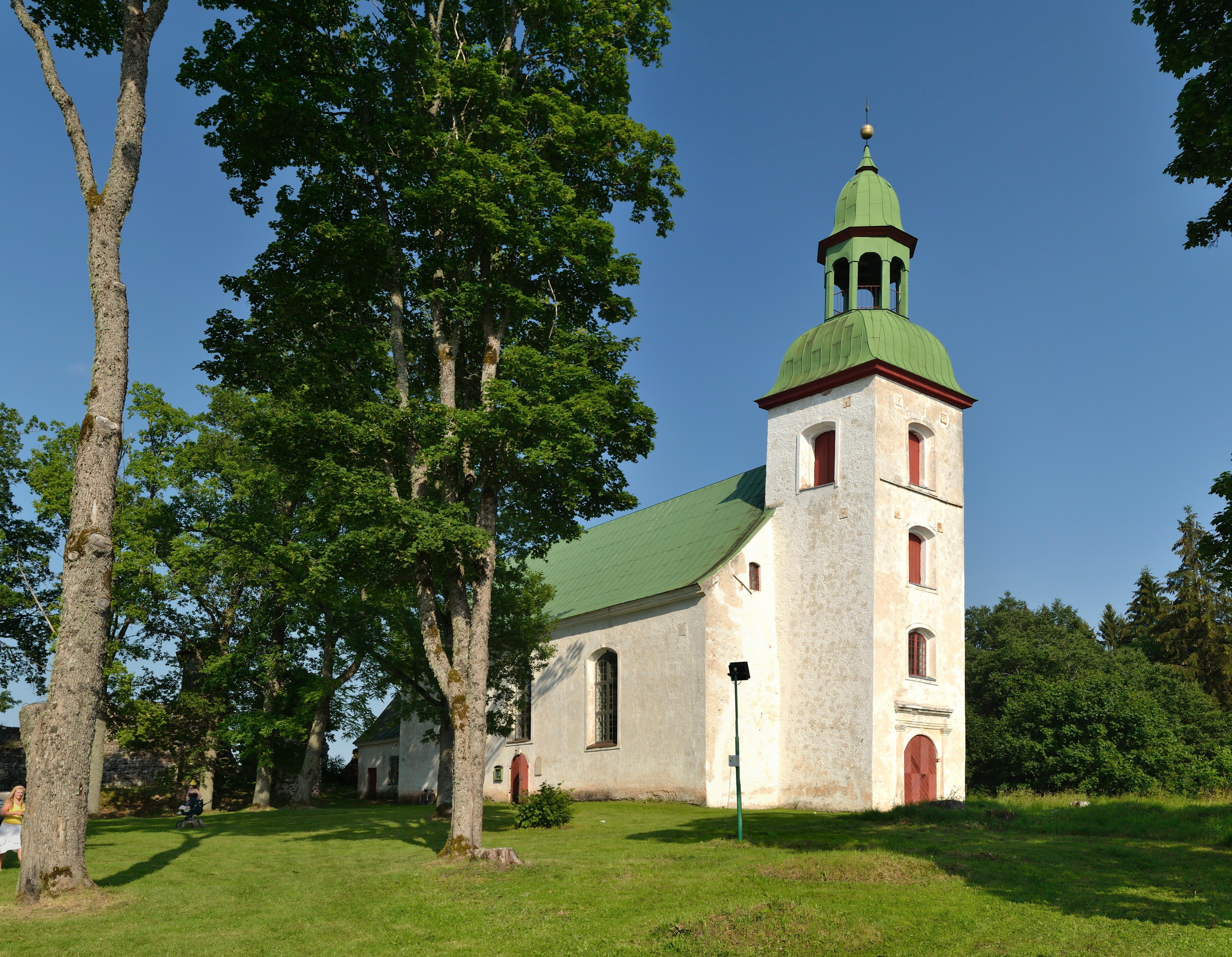
Церковь в городе Каркси

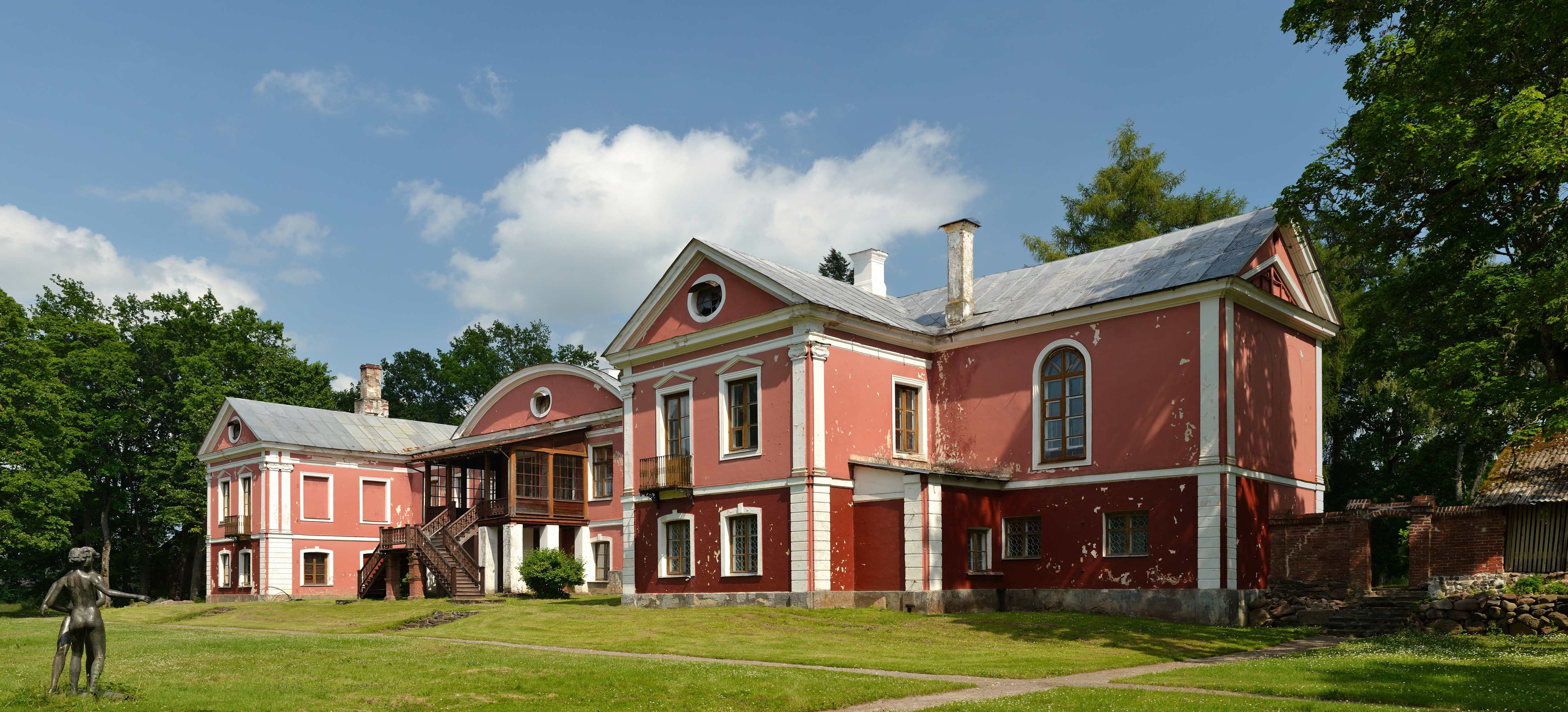
Главное здание мызы Ыйзу

Данные Департамента статистики о волости Мульги:
Число жителей на 1 января каждого года:
| Год     | 2015 | 2016   | 2017   | 2018   | 2019   | 2020   | 2021   | 2022   |
| ------- | ---- | ------ | ------ | ------ | ------ | ------ | ------ | ------ |
| Человек | 7889 | ↘ 7761 | ↘ 7626 | ↘ 7506 | ↘ 7436 | ↗ 7460 | ↘ 7372 | ↘ 7026 |

Число рождений:
| Год           | 2015 | 2016 | 2017 | 2018 | 2019 |
| ------------- | ---- | ---- | ---- | ---- | ---- |
| Живорожденных | 69   | ↘ 55 | ↗ 71 | ↗ 74 | ↘ 45 |

Число смертей:
| Год     | 2015 | 2016  | 2017  | 2018  | 2019  |
| ------- | ---- | ----- | ----- | ----- | ----- |
| Умерших | 121  | ↗ 135 | ↗ 139 | ↘ 132 | ↗ 141 |

Зарегистрированные безработные:
| Год     | 2015 | 2016  | 2017  | 2018  | 2019  |
| ------- | ---- | ----- | ----- | ----- | ----- |
| Человек | 110  | ↗ 112 | ↗ 136 | ↗ 143 | ↘ 135 |

Средняя брутто-зарплата работника:
| Год  | 2015   | 2016     | 2017     | 2018      | 2019      |
| ---- | ------ | -------- | -------- | --------- | --------- |
| Евро | 857,13 | ↗ 922,79 | ↗ 984,78 | ↗ 1041,79 | ↗ 1099,90 |

Число учеников в школах:
| Год     | 2015 | 2016  | 2017  | 2018  | 2019  |
| ------- | ---- | ----- | ----- | ----- | ----- |
| Человек | 667  | ↘ 652 | ↘ 651 | ↗ 663 | ↘ 638 |

## Инфраструктура

### Образование
В волости Мулги работают 4 детсада, которые по состоянию на 1 сентября 2018 года посещал 261 ребёнок, и 4 школы: 2 гимназии (в Абья-Палуоя и Каркси-Нуйа) и 2 основные школы (в Халлисте и Мыйзакюла). По состоянию на 1 сентября 2018 года в гимназии Абья насчитывалось 250 учеников, в гимназии имени Аугуста Китцберга 282 ученика, в школе Халлисте 89 учеников и в школе Мыйзакюла 38 учеников.

### Медицина и социальное обслуживание
Медицинскую помощь первого уровня в волости оказывают 5 семейных врачей. В Абья-Палуоя работают пункт скорой помощи и больница, которая также оказывает услуги по уходу. Дом по уходу есть в Мыйзакюла, там же работает Дневной центр для пожилых людей и лиц с особыми потребностями, который предоставляет возможности для проведения досуга (кружки рукоделия, гончарного ремесла, праздничные мероприятия и пр.), а также социальные услуги. Социальные услуги на дому платные, в 2020 году их стоимость составляла 3 евро/час, в случае отсутствия средств у нуждающегося в них лица волость могла их оплатить из предусмотренных для этого бюджетных средств. В волости работает 3 аптеки, в Абья-Палуоя есть общественная баня (цена билета с 1 февраля 2019 года: 3 евро — взрослый, 2,50 евро — дети и пенсионеры).

### Досуг и спорт
В волости работает 9 библиотек, при которых также действуют интернет-пункты, и 6 волостных учреждений культуры: Дом культуры Абья, Культурный центр Каркси-Нуйа, Дом культуры Мыйзакюла, Народный дом Каарли, Народный дом Халлисте и Народный дом Ууэ-Каристе. Основной целью их деятельности является сохранение и развитие традиций национальной культуры, создание возможностей для свободного самовыражения людей и их творческой деятельности условий для доступности культурного наследия. В деревнях также действуют находящиеся в подчинении волостной управы учреждения: народные дома в Каарли и Ууэ-Каристе и сельские дома в Каркси, Судисте, Тухалаане, Лилли, Пенуя и Камара, где проводятся традиционные мероприятия и отмечаются праздники. В Каркси-Нуйа работает Молодёжный центр.
Есть несколько музыкальных коллективов: оркестр Tremolo, молодёжный оркестр Мулгимаа (Mulgimaa Noorteorkester), оркестр Лийвимаа (Liivimaa orkester), ансамбль народной музыки Lõõtsavägilased. При молодёжном центре Каркси-Нуйа действует студия звукозаписи.
В волости есть 4 спортзала, 2 плавательных бассейна, 2 стадиона, лыжные трассы и тропы здоровья; работает большое число спортивных секций.

## Экономика
Основные работодатели волости в области промышленного производства — это дерево- и металлообрабатывающие предприятия.
Крупнейшие работодатели волости по состоянию на 31 марта 2020 года:

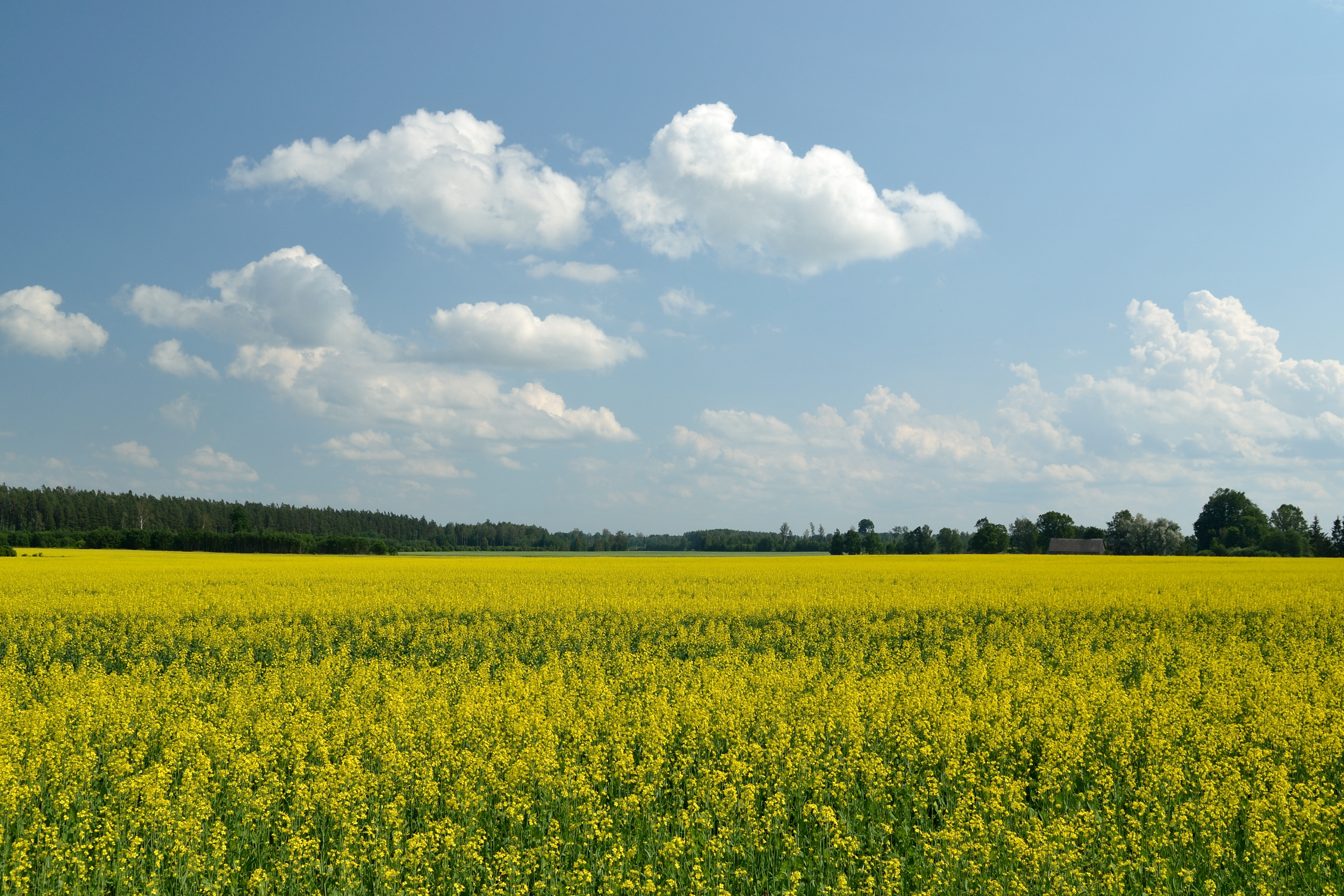
Рапсовое поле в деревне Тоози

| Предприятие/организация | Вид деятельности | Численность работников |
| ----------------------- | --- | ---------------------- |
| Волостная управа        | Орган государственного управления                                                                                       | 226                    |
| Textuur AS              | Производство изделий из древесных плит                                                                                  | 133                    |
| Puidukoda OÜ            | Лесопильное производство                                                                                                | 111                    |
| Abja Tarbijate Ühistu   | Розничная торговля в неспециализированных магазинах преимущественно продуктами питания, напитками и табачными изделиями | 92                     |
| Nuia PMT AS             | Производство гидравлических и пневматических моторов                                                                    | 63                     |
| Abja Gümnaasium         | Гимназия | 59                     |
| Abja Haigla SA          | Больница | 36                     |

## Галерея

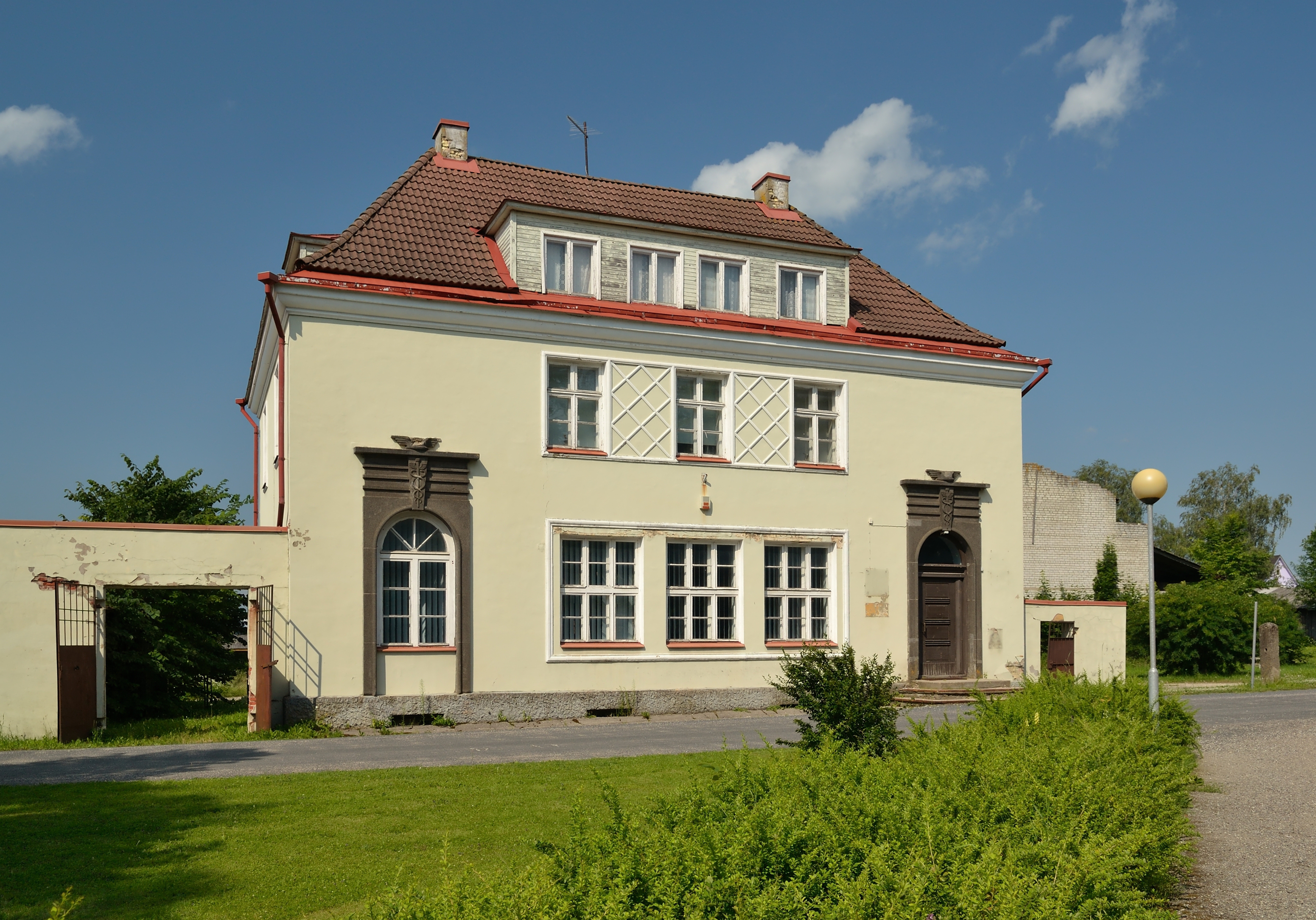
Почтовое отделение в Абья-Палуоя
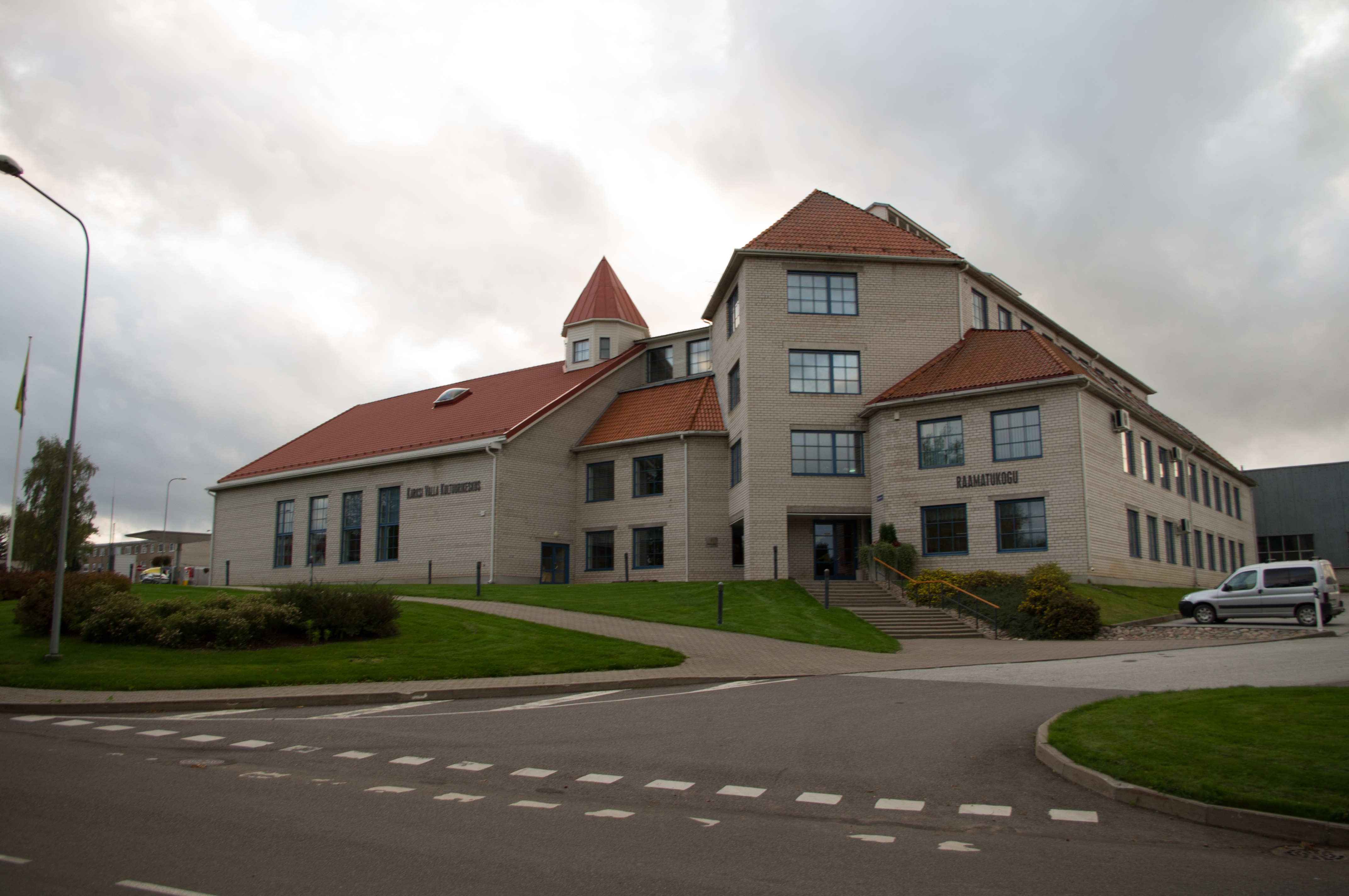
Культурный центр в Каркси-Нуйа
Туристический хутор Копра в деревне Тухалаану
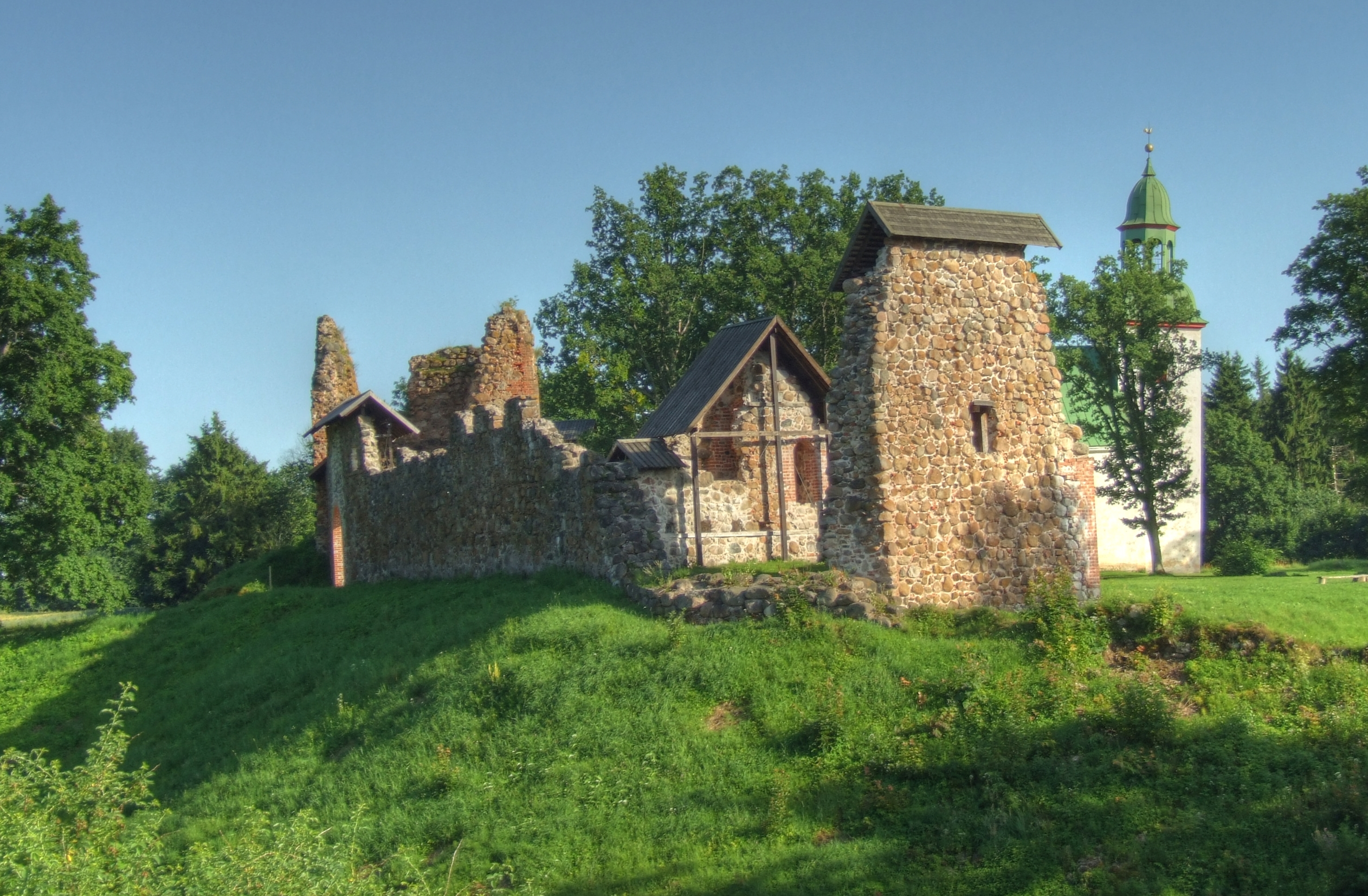
Руины замка Каркси
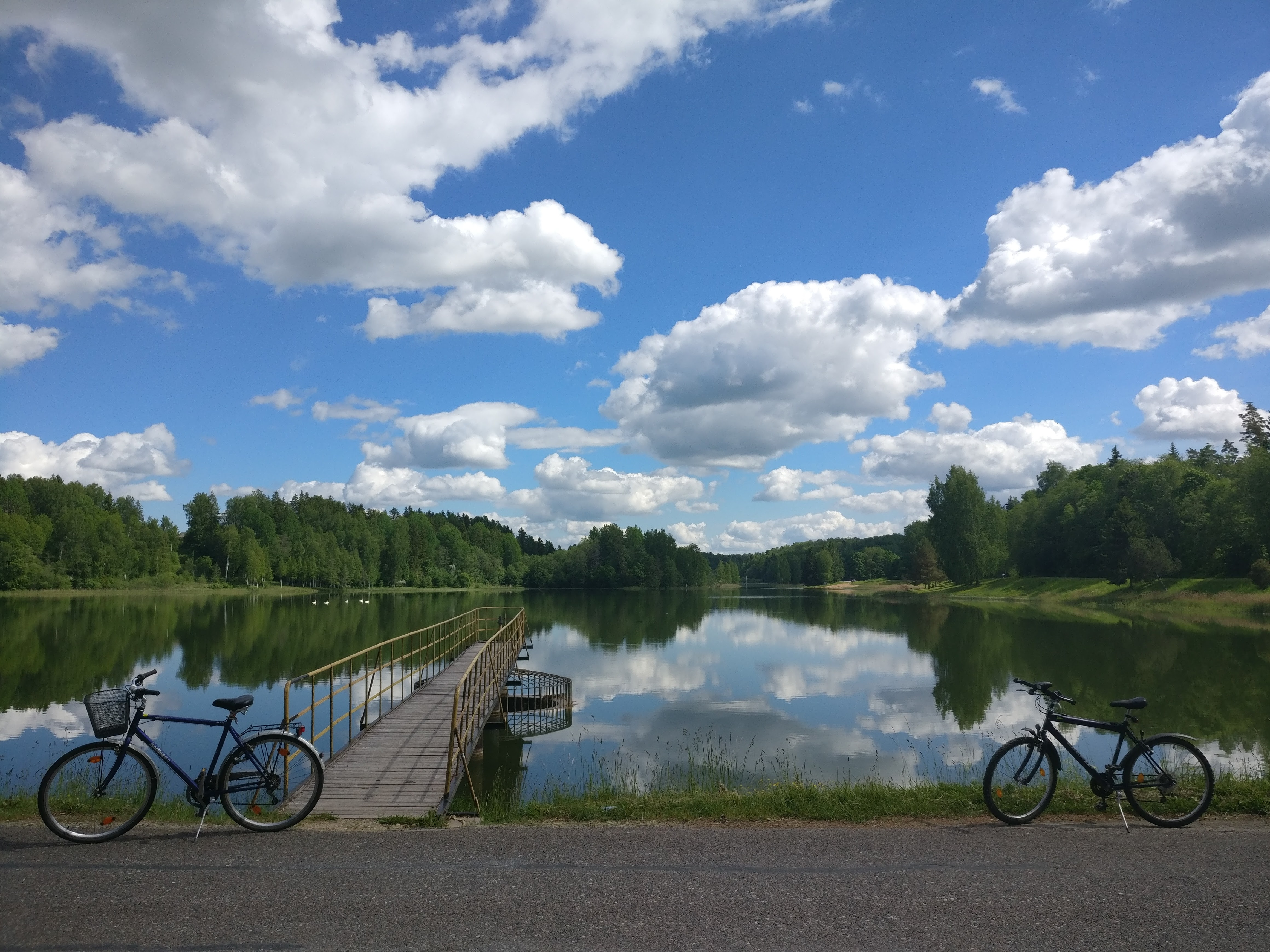
Заливное озеро Каркси